# Ranya Senhaji
Pour les articles homonymes, voir Senhaji.
Ranya Senhaji (en arabe : رانيا الصنهاجي), née le 21 avril 2002 à Tinton Falls aux États-Unis, est une footballeuse internationale marocaine qui joue au poste d'attaquante au sein de l'équipe universitaire de Michigan.

## Biographie
Senhaji naît et grandit à Tinton Falls dans le New Jersey d'un père marocain et d'une mère américaine. Famille sportive, sa mère Cathy jouait au basket-ball et au softball durant ses années au lycée. Mais Ranya suit les pas de son père, Driss, également joueur de football pendant sa jeunesse au Maroc.

### Carrière au lycée et à l'université
Senhaji fréquente le Monmouth Regional High School dans sa ville natale et l'Université de Caroline du Sud à Columbia. Elle étudie à l'Université d'État du Michigan.

#### Avec Michigan (2022-)
Ranya Senhaji dispute son premier match de la saison face à Central Michigan le 25 août 2022 en tant que remplaçante. Elle marque son premier but avec Michigan State quelques jours plus tard contre Dartmouth le 1er septembre 2022. Elle réalise d'ailleurs une passe décisive lors de ce match.
Elle délivre une passe décisive le 2 octobre 2022 lors de la victoire 4-0 contre Maryland.
Le 3 novembre 2022, Michigan s'impose sur Nebraska sur le score de 2 buts à 1 dans le cadre du tournoi Big Ten. Ranya Senhaji qui participe à cette rencontre en tant que remplaçante, réalise une passe décisive sur le deuxième but.
Ranya poursuit son aventure avec les Spartans et ouvre son compteur de buts de la saison 2023 en inscrivant un doublé contre Northern Colorado le 25 août 2023 dans un match qui se termine sur une large victoire de Michigan (7-0).
Le 28 septembre 2023 elle marque un des cinq buts de la victoire de son équipe face à Maryland (5-0).

### Carrière internationale

#### Maroc -20 ans
En mars 2020, Ranya Senhaji reçoit sa première convocation en équipe nationale des moins 20 ans à l'occasion d'un stage au Maroc qui se tient au Complexe Mohammed VI. Durant ce rassemblement Senhaji dispute deux matchs amicaux face au Gabon. Titularisée dans ces deux rencontres, elle inscrit le but de la victoire à la 89e minute (4-3) lors du premier match, et réalise une passe décisive lors du second.
Ranya Senhaji participe aux éliminatoires de la Coupe du monde 2022 des moins 20 ans qui voit le Maroc se faire éliminer par le Sénégal aux tirs au but lors de l'avant-dernier tour.

#### Maroc -23 ans
Elle est sélectionnée par Stéphane Nado pour prendre part à deux matchs amicaux avec l'équipe du Maroc des -23 ans qui vient de voir le jour, contre le Cameroun les 6 et 9 avril 2023 au Complexe Mohammed VI. Elle participe à la première rencontre en tant que titulaire et à la deuxième en tant que remplaçante.

#### Maroc A
Senhaji fait ses débuts avec l'équipe A du Maroc le 10 juin 2021 en entrant en jeu à la 80e minute à la place de Rosella Ayane contre le Mali en match amical. Elle marque ses deux premiers buts internationaux quatre jours plus tard contre le même adversaire,.
Elle est sélectionnée par Reynald Pedros en octobre 2021 pour prendre part à un stage en Espagne. Stage durant lequel le Maroc affronte en amical son homologue espagnole. Ranya Senhaji participe aux dix dernières minutes de la rencontre qui voit les Marocaines s'incliner 3 buts à 0.

## Statistiques

### En club
Ce tableau dresse les statistiques de Ranya Senhaji en club :
| Saison                | Club                  | Championnat           | Championnat | Championnat | Coupe(s) nationale(s) | Coupe(s) nationale(s) | Autres compétitions | Autres compétitions | Total | Total |
| Saison                | Club                  | Division              | M.          | B.          | M.                    | B.                    | M.                  | B.                  | M.    | B.    |
| 2020                  | South Carolina        | NCAA D1               | 14          | 2           | -                     | -                     | -                   | -                   | 14    | 2     |
| 2021                  | South Carolina        | NCAA D1               | 18          | 0           | -                     | -                     | -                   | -                   | 18    | 0     |
| Sous-total            | Sous-total            | Sous-total            | 32          | 2           | -                     | -                     | -                   | -                   | 32    | 2     |
| 2022                  | Michigan State        | NCAA D1               | 11          | 1           | -                     | -                     | 2                   | 0                   | 13    | 1     |
| 2023                  | Michigan State        | NCAA D1               | 18          | 3           | -                     | -                     | -                   | -                   | 18    | 3     |
| Sous-total            | Sous-total            | Sous-total            | 29          | 4           | -                     | -                     | 2                   | 0                   | 31    | 4     |
| Total sur la carrière | Total sur la carrière | Total sur la carrière | 61          | 6           | -                     | -                     | 2                   | 0                   | 63    | 6     |

### En sélection
Les tableaux suivants listent les rencontres du Maroc auxquelles Ranya Senhaji a pris part.